# 徳島市役所
徳島市役所（とくしましやくしょ）は、日本の地方公共団体である徳島市の執行機関としての事務を行う施設（役所）である。

## 本庁舎
位置
〒770-8571 徳島県徳島市幸町2丁目5番地

建物
本館は地上14階、地下2階建て。南館は地上5階、地下1階建て。

駐車場
- 庁舎南館地下駐車場60台
- 庁舎西駐車場15台
  - 身障者用2台、内部障害・内臓疾患患者用1台(身障者用と併用）

- 庁舎東（鉄道線路沿い）駐車場45台

## 支所
| 支所       | 位置                              |
| ---------- | --------------------------------- |
| 沖洲支所   | 徳島市北沖洲三丁目4番7号          |
| 津田支所   | 徳島市津田町四丁目5番55号         |
| 加茂名支所 | 徳島市庄町五丁目48番地5           |
| 加茂支所   | 徳島市北田宮四丁目6番60号         |
| 八万支所   | 徳島市八万町内浜80番地14          |
| 勝占支所   | 徳島市勝占町中須76番地2           |
| 多家良支所 | 徳島市多家良町小路地10番地        |
| 不動支所   | 徳島市不動本町二丁目178番地1      |
| 入田支所   | 徳島市入田町春日121番地1          |
| 上八万支所 | 徳島市下町本丁42番地              |
| 川内支所   | 徳島市川内町沖島260番地           |
| 応神支所   | 徳島市応神町吉成字西吉成91番地5   |
| 国府支所   | 徳島市国府町府中59番地4           |
| 北井上支所 | 徳島市国府町西黒田字南傍示271番地 |

## アクセス
- JR徳島駅から徒歩で10分（およそ800 m）。